# 江勇西绕
江勇西绕（藏語：འཇམ་དབྱངས་ཤེས་རབ་，威利转写：'jam dbyangs shes rab，1977年—），西藏昌都人，藏族，中华人民共和国政治人物、第十二届全国人民代表大会解放军代表丶解放軍中校。
毕业于西藏大学行政管理专业。加入中国共产党。担任西藏军区某部侦察营副营长。2008年起担任全国人大代表。2013年，担任全国人大代表。2018年1月，当选第十三届全国政协委员。